# Дженнингс, Энни
Энни Дженнингс (англ. Annie Jennings; в девичестве Томас англ. Annie Thomas; 12 ноября 1884 Честерфилд, Дербишир — 20 ноября 1999, там же) — британская долгожительница, третья по продолжительности жизни верифицированная жительница Великобритании после Этель Кейтерем и Шарлотты Хьюз  (умерла в возрасте 115 лет и 8 дней). Энни Дженнингс родилась в Честерфилд, Дербишир 12 ноября 1884 года, там же и отметила своё 114-летний день рождения. Она стала самым старым гражданином Соединённого Королевства после смерти Люси Джейн Аскью 9 декабря 1997 года. Дженнингс держала титул самого старого человека Великобритании в течение двух лет, её преемником стала Ева Моррис. Работала учителем, своих детей у неё не было.
Энни Дженнингс не любила известность и не стремилась попасть в Книгу рекордов Гиннесса.